# Pero uniformis
Pero uniformis là một loài bướm đêm trong họ Geometridae.